# 駁船塢站
駁船塢站（英語：Pontoon Dock DLR station）是碼頭區輕便鐵路的一個車站，位於倫敦東部銀城地區。駁船塢站是伍利奇阿森納支線的車站，開通於2005年12月2日。駁船塢站位於倫敦第3收費區。

## 外部連結
- Street map of Pontoon Dock DLR station from multimap.com
- Pontoon Dock DLR station page （页面存档备份，存于）